# Patxaran

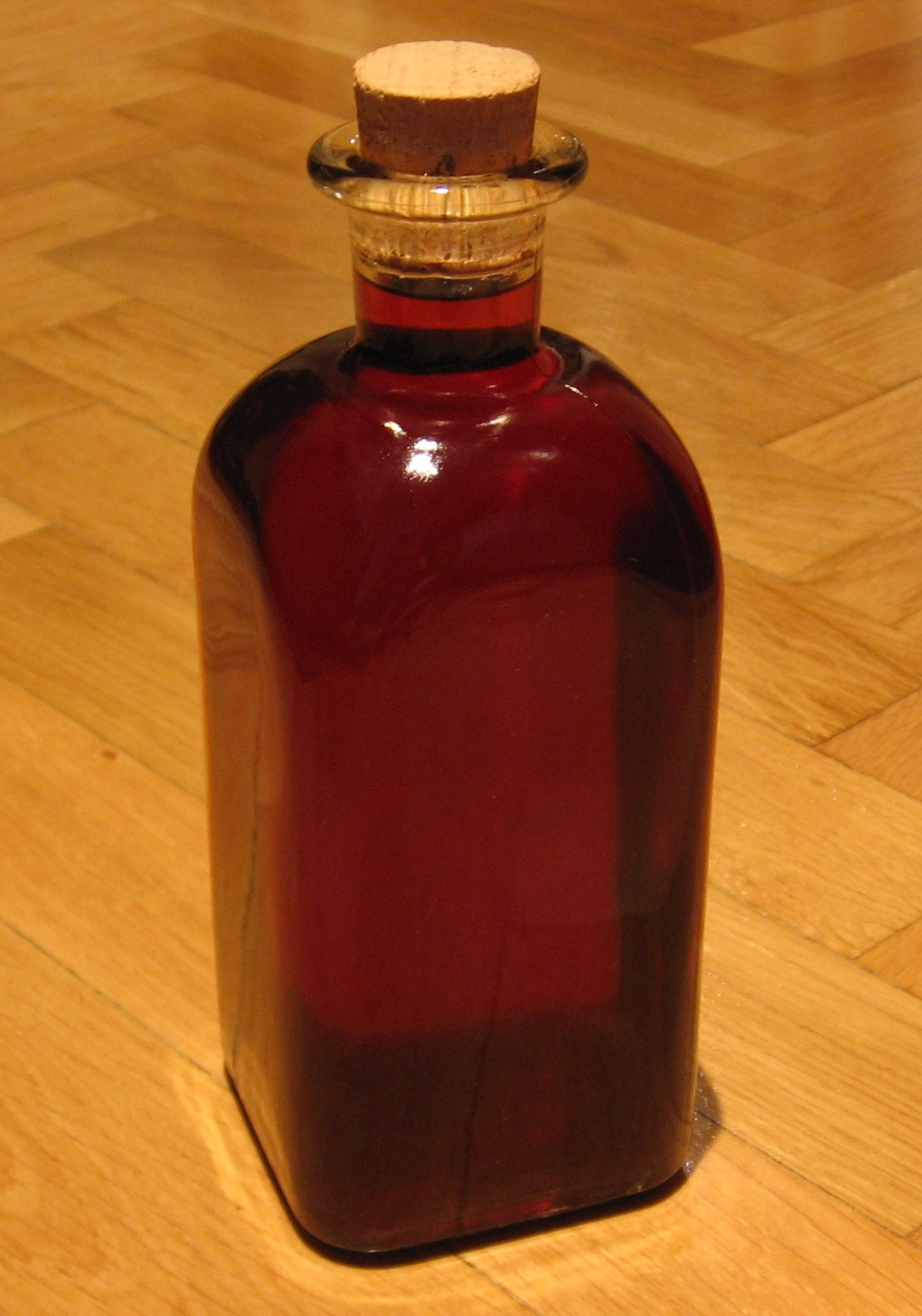
Bouteille de patxaran « maison ».

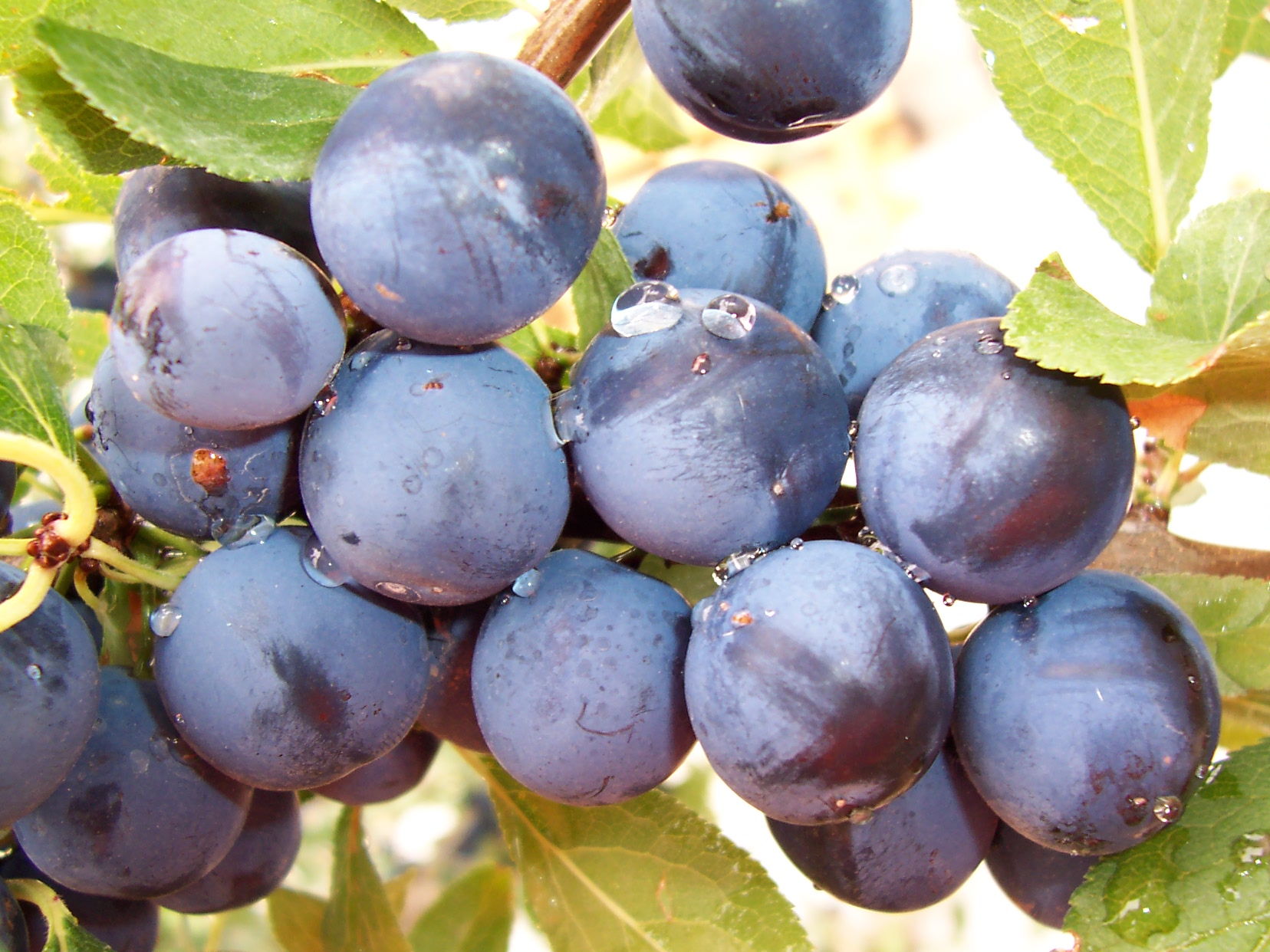
Prunelles sauvages (Elorri beltza en basque), Prunus Spinosa L..

Le patxaran (prononcer patcharane) est une liqueur de Navarre fabriquée par macération de prunelles sauvages dans de l'alcool anisé.
Le nom basque du fruit est basarana (prune sauvage), composé de basa- « sauvage » et aran « prune» (soit « prunelier » en biscayen). De ce terme vient le nom de patxaran, populairement employé en Navarre depuis la fin du XIXe siècle.
Le fruit provient du prunellier (Prunus spinosa), un buisson à rameaux très épineux, divariqués de la famille des rosacées. Il peut atteindre une hauteur de quatre à six mètres. C'est un arbuste très ramifié et touffu dont l'écorce est brun foncé, brillant avec des épines atteignant quatre centimètres. Son milieu est de préférence humide, constitué de calcaires et riche en matières organiques.
Les feuilles sont caduques, petites, ovales et finement dentées. Les fleurs sont blanches, petites, pédonculées. La drupe est petite (six à douze millimètres), globuleuse, dressée, d'un bleu-noirâtre, très acerbe et le noyau subglobuleux, presque lisse.

## Histoire

### Moyen Âge
On a la certitude que le patxaran (pacharán en castillan) a fait partie du menu servi au mariage de Gonofre de Navarra (1394 - 1428), fils naturel du roi Charles III, avec Doña Teresa de Arellano en 1415. On sait aussi que la reine Blanche Ire de Navarre (1385 - 1441) prit du patxaran pour ses propriétés médicinales quand elle tomba malade au monastère de Santa María de Nieva en 1441.

### Les temps modernes
La prunelle (endrino) se trouve à l'état sauvage dans toute l'Europe, et récemment (depuis 1997 environ) on a commencé sa culture en Navarre. El Consejo Regulador del Pacharán Navarro (Conseil de régulation du Pacharán navarrais) est, depuis 1988, l'organisme chargé de régler l'élaboration, la qualité et la mise en bouteilles du patxaran, le premier (et pour l'instant le seul) organisme qui certifie l'élaboration correcte de cette liqueur, en protégeant les entreprises soumises à l'Indicación Geográfica Protegida Pacharán Navarro (es) (Indication géographique protégée du Pacharán Navarrais), intégrée dans les Alimentos Artesanos de Navarra (es) (aliments artisanaux de Navarre).
Bien que les producteurs de cette liqueur en Navarre soient nombreux, et sa consommation dans la Communauté forale, au Pays basque et à La Rioja soit croissante, elle n'est pas très connue dans le reste de l'Espagne, et encore moins dans les autres pays. Elle s'est fait assez connaître au reste de l'Espagne à partir des années 1960 pendant le service militaire de Navarrais dans des zones comme Valence ou Madrid, où le patxaran est devenu connu comme « liqueur de Zoco »,, celle-ci étant une des premières marques « exportée » hors de la Communauté forale.
Le milieu de l'hôtellerie a également participé à la promotion de cette liqueur.

## Chiffres

### En Navarre

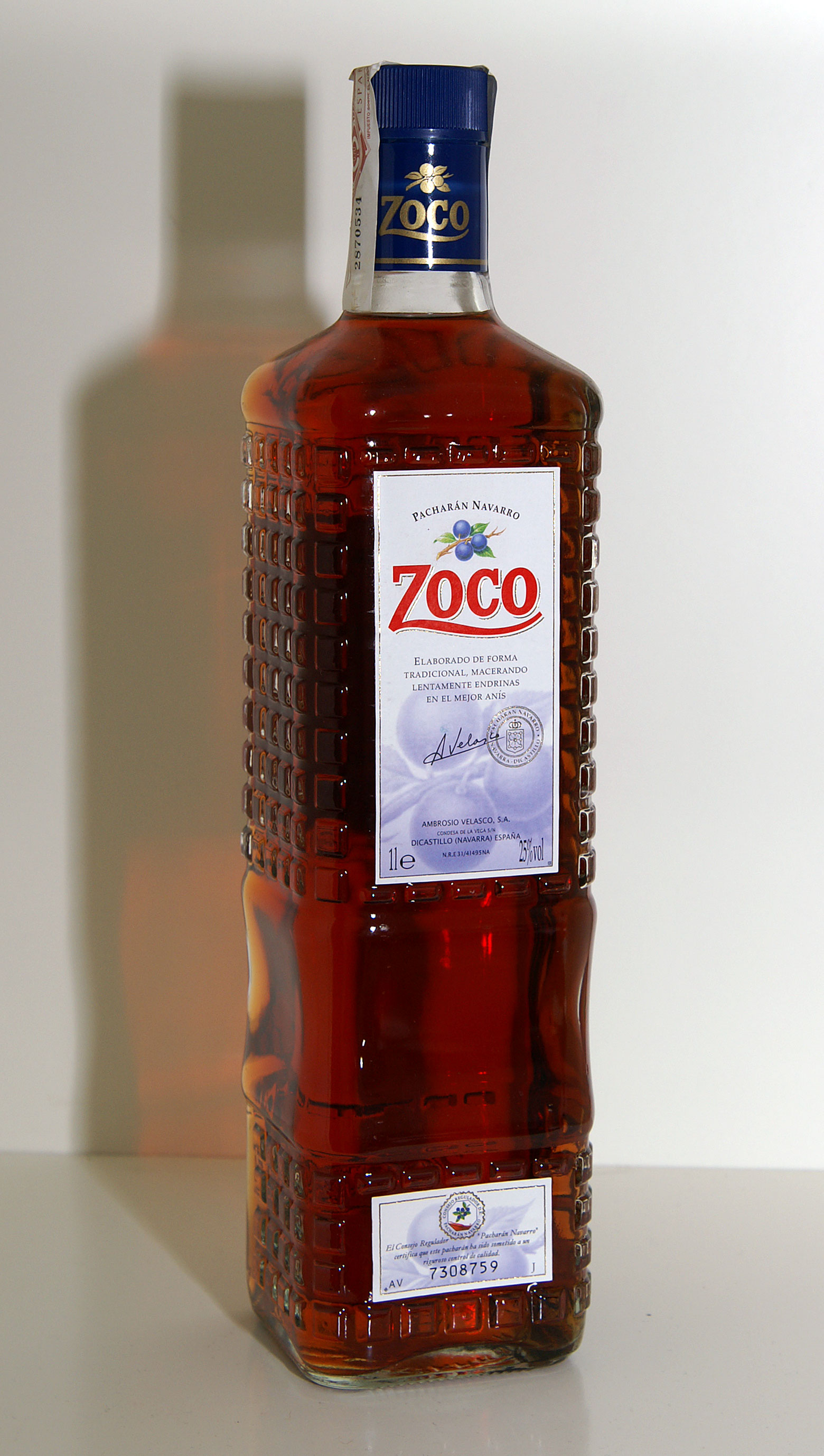
Une bouteille de pacharán (patxaran) de Navarre.

La vente totale de patxaran de l'exercice 2000 a atteint les 7,7 millions de litres, selon les données du Consejo Regulador del Pacharán Navarro[réf. souhaitée]. Selon le ministère espagnol de l'Agriculture, 8 entreprises ont produit 3,3 millions de litres, représentant 98% des ventes au niveau national.

### Pays basque
Au Pays basque il n'existe pas de conseil régulateur, mais des producteurs qui commercialisent ce produit comme la Destilería Atxa d'Amurrio (Alava), qui est avec les « Distilleries la Navarre », la distillerie de patxaran la plus ancienne du Pays basque.

### Aragon
En Aragon, il n'existe pas non plus de conseil régulateur, mais des producteurs comme Licores Marba d'Ainzón (Saragosse) ou le Pacharán Ordesano de Licores Vimesa à Broto (Huesca).

## Caractéristiques

### Caractéristiques organoleptiques
Le patxaran navarrais doit être rouge ou rosé intense. S'il est trouble ou avec du marc, cela signifie qu'il n'a pas été correctement filtré. Le brillant est signe de jeunesse et les tons opaques de vieillesse. Il doit avoir un arôme intense et fruité et on ne doit pas sentir le parfum de l'alcool.

## Préparation
Pour son élaboration, quelque 250 grammes de prunelles sont nécessaires, le plus mûres possible, pour chaque litre d'eau-de-vie fine (une autre recette indique huit baies par litre). Elles sont laissées à macérer pendant sept à huit mois dans un endroit frais et obscur. Passé ce temps, l'alcool est filtré, mélangé au sirop (eau bouillie et sucre cassonade) puis est mis en bouteilles.
Lors de la période de macération on peut ajouter une feuille de laurier ou des grains de café grillés, pour lui donner un arôme spécial. D'autres ajouts pendant la macération sont très utilisés dans quelques régions, tels que des fleurs de camomille, de coquelicots ou de la cannelle en branche.

## Dégustation

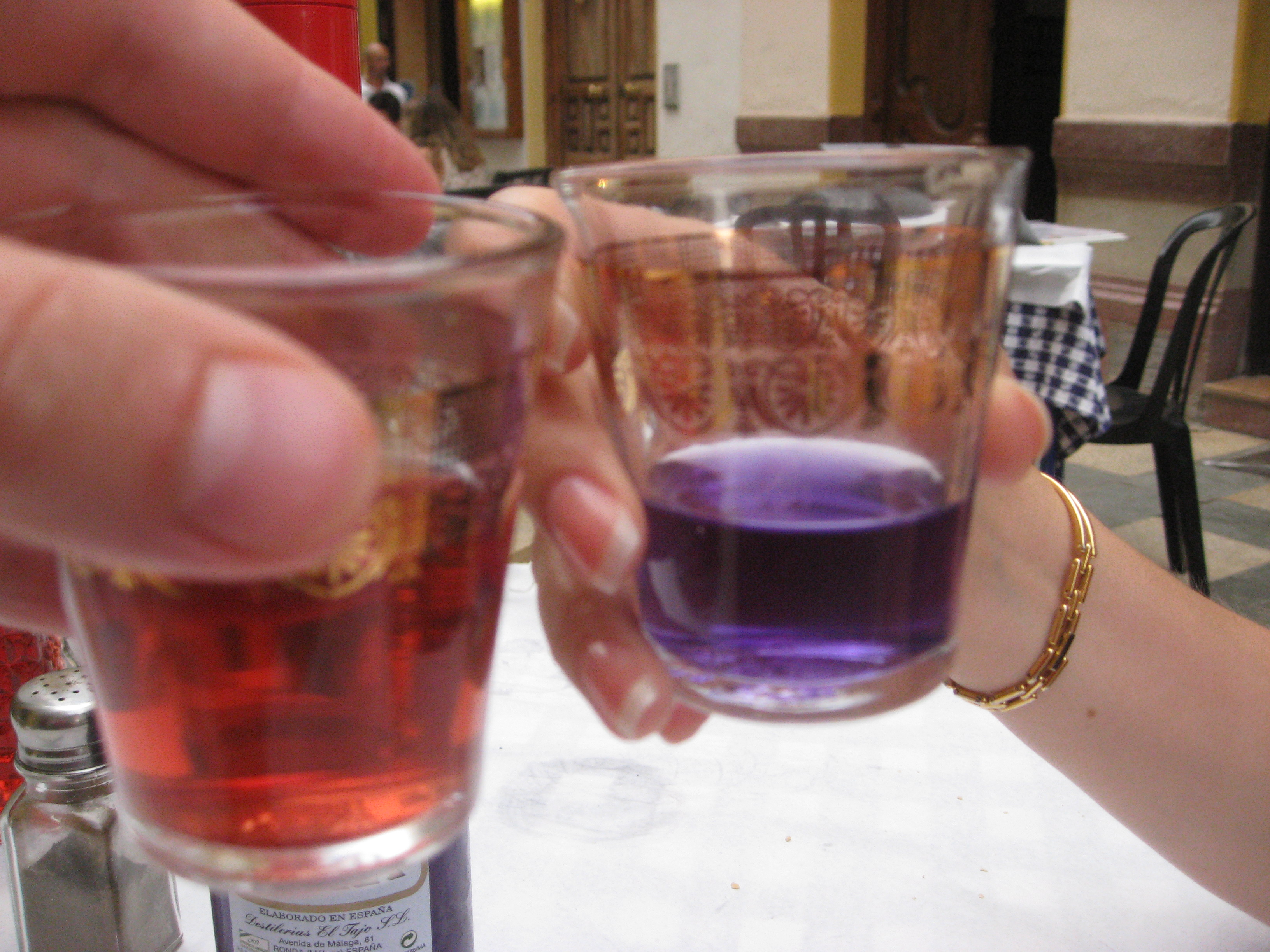
2 verres de Patxaran, normal (rose-orangé) et non-alcoolique (bleu).

Il est conseillé de le boire dans un verre et frais, entre 6 °C et 8 °C. On peut rafraîchir la bouteille au réfrigérateur ou ajouter des glaçons à la boisson. Il n'est pas recommandé d'en mettre trop, car l'excès d'eau réduit sa saveur et peut être désagréable.
Après les repas ou les dîners, on peut jouir de son arôme et de sa saveur, bien que, de plus en plus, on le consomme plus tard dans la nuit. Le patxaran ne s'améliore pas avec le temps, et il est donc recommandé de ne pas le consommer plus de deux ou trois années après son élaboration. Sa saveur douce incite à en boire plusieurs verres, mais sa consommation en excès peut produire des bouleversements gastriques.

### Combinaisons
Bien que cette liqueur soit traditionnellement consommée seule, elle l'est aussi en mélange, surtout avec des boissons gazeuses, ainsi qu'en cocktails,,.
Le patxaran spritz est préparé avec du Patxaran et du cava.